# الجيش الشريفي
الجيش الشريفي المعروف أيضا باسم الجيش العربي أو الجيش الحجازي وهو الجيش العربي الرئيسي خلال الثورة العربية التي كانت جزءا من مسرح الشرق الأوسط في الحرب العالمية الأولى وذلك بقيادة الشريف الحسين بن علي ملك مملكة الحجاز، الذي أصبح «ملك العرب» في عام 1916،  وقاد الجيش الشريفي في ثورة ضد الدولة العثمانية بهدف نهائي هو توحيد العرب في ظل حكومة مستقلة عن الدولة العثمانية،  وذلك بمساعدة بريطانيا ماليا وعسكريا، حيث تحركت قوات الشريف حُسين تدريجيا شمالا عبر الحجاز، وقاتلت إلى جانب قوة التجريدة المصرية التي تسيطر عليها بريطانيا، واستولوا في نهاية المطاف على دمشق وبمجرد الوصول إلى هناك، أقام أفراد من الجيش الشريفي نظامًا ملكيًا قصير الأجل بقيادة الأمير فيصل، نجل الشريف حُسين.

## الخلفية
كان الحجاز ولعدة قرون، وهو المنطقة الغربية من شبه الجزيرة العربية حيث تقع مدينتا مكة المكرمة والمدينة المنورة، كانت السلطة الفعلية في يد الأشراف وهم بنو هاشم، أو الهاشميين، وعلى عكس العديد من مناطق الدولة العثمانية، كان هناك القليل من التأثير السياسي للنخبة في الحجاز، ولم يكن زعماء القبائل منافسين للشريف ونادرا ما تحدوا سلطته، وكان المنافس السياسي الوحيد للشريف هو الحاكم العثماني في المنطقة، الذي كان مسؤولاً عن ضمان السيادة العثمانية على المنطقة، وعموما فإن سلطة اتخاذ القرارات تحولت جيئة وذهابا بين الاثنين مع مرور الوقت، فترك المناخ السياسي قدراً كبيراً من النفوذ في أيدي الشريف، والذي كان الشريف حُسين في السنوات الأولى من القرن العشرين.
بدأ الشريف حُسين مناقشات مع زعماء القبائل في الحجاز، والقوميين العرب، والمفوض السامي البريطاني في مصر، السير هنري مكماهون، ومع الدعم البريطاني الذي تم التعهد به في مراسلات حسين مكماهون خرج الشريف حسين من هذه المحادثات مع اعتقاد قوي بحقه في المطالبة بالخلافة والسيادة على الأرض العربية، علاوة على ذلك، فإن الوعود التي قطعتها بريطانيا للشريف حُسين في مراسلات حُسين مكماهون في عامي 1915 و1916 دفعت حُسين إلى الاعتقاد بأنه إذا قاد العرب في ثورة ناجحة ضد العثمانيين، فإن بريطانيا سوف تساعده في تأسيس الخلافة العربية والتي تشمل معظم شبه الجزيرة العربية الممتدة حتى أقصى شمال تركيا الحالية.

## المشاركة في الثورة
في أوائل يونيو 1916، كانت الحكومة العثمانية تضغط على الشريف حسين لتزويدهم بالقوات الحجازية وإصدار دعوة للجهاد من مكة لدعم المشاركة العثمانية في الحرب العالمية الأولى، في مقابل إرسال القوات، أراد الشريف حسين مزيدًا من الحكم الذاتي ولكن السلطات العثمانية رفضت ذلك وكان المسؤولون العثمانيون يحتجزون الأمير فيصل ابن الشريف حسين لحين إرسال القوات الحجازية وفي 9 يونيو 1916، أرسل العثمانيون الأمير فيصل إلى المدينة المنورة للحصول على القوات المسلحة التي كان الشريف حسين ينظمها هناك ولكن عندما وصله، هرب مع شقيقه علي.
في بداية الثورة، تألف الجيش الشريفي من هذه القوى التي كان قد جمعها الشريف حسين وأبنائه تحت ستار أنهم سيقاتلون مع القوات العثمانية وبعد هروبه كتب الأمير فيصل رسالة للعثمانيين تفيد بأنه إذا لم تتم تلبية مطالب الشريف حسين المطالبة بمزيد من الحكم الذاتي، فإن علاقاتهم مع العثمانيين ستنتهي، وبدلاً من انتظار الرد، بدأت الثورة العربية بهجوم على سكة حديد الحجاز من قبل قوات مؤلفة من أفراد من القبائل العربية المحلية والمنشقين العثمانيين، وفي اليوم التالي، تم إطلاق الشرارة الأولى من الثورة في مكة، وخلال يومين، كان الجيش الشريفي يسيطر على مكة وبحلول 16 يونيو، استولى الجيش الشريفي، بمساعدة من البحرية الملكية البريطانية، على ميناء جدة المهم وبحلول نهاية الصيف، كانت قد تمكنت القوات العربية من التغلب على المدن الساحلية في أقصى الشمال حتى ينبع وإلى الجنوب من قنفذة.
ربح العثمانيون معركة حاسمة لأول مرة عندما هاجم الجيش الشريفي المدينة المنورة في أكتوبر 1916، حيث كانت القوات العثمانية راسخة في المدينة المنورة بفضل المدفعية التي يفتقر إليها الجيش الشريفي ضعيف التجهيز، فتراجعت القوات الشريفية واضطرت لوضع إستراتيجية جديدة فيما يتعلق بالمدينة المنورة، فبدلاً من مهاجمة الجيش العثماني المحمي بشكل جيد وتكبد خسائر كبيرة، أحاط العرب بالمدينة وعزلوها عن القوات العثمانية الأخرى، وذلك خلال الجزء الأكبر من الحرب، ولكن من جانب آخر تمكن العثمانيون من إبقاء سكة حديد الحجاز تعمل حتى المدينة المنورة، ومن خلال ذلك، تمكنوا من الاستمرار في تزويد رجالهم بالأسلحة والذخيرة وغيرها من المعدات لغاية قرب نهاية الحرب.
ونظرًا لأن القوات البريطانية والشريفية سعت إلى إيجاد طريقة لتجاوز القوات العثمانية في العقبة، قرر البريطانيون إرسال الكابتن (لاحقًا العقيد) توماس إدوارد لورنس  حيث كانت خطة لورنس هي جعل العثمانيين يعتقدون أن العرب كانوا يخططون لمهاجمة دمشق من خلال خلق بعض الأحداث، بما في ذلك تدمير جسر للسكك الحديدية في بعلبك ولدى وصولهم إلى العقبة في 6 يوليو 1917، قتلت القوات الشريفية حوالي ثلاثمائة عثماني وسقط نحو 150 جنديًا عثمانيًا أسيرًا، وبعد بضع هجمات صغيرة لاحقة قام بها العثمانيون، عززت القوات العربية والبريطانية سيطرتها على العقبة،  ومن هذه النقطة فصاعدا، حارب الجيش الشريفي إلى جانب القوات المسلحة البريطانية التي كانت قادمة من مصر التي تحتلها بريطانيا آنذاك، حيث تضمنت معركة مجدو عددا صغيرا من القوات الشريفية التي خرجت إلى دمشق في 1 أكتوبر 1918 وكانت المدينة الوحيدة التي لا تزال تحت السيطرة العثمانية في الحجاز هي المدينة المنورة وعلى الرغم من أنهم كانوا معزولين عن بقية العالم العثماني، ولكن القوات العثمانية داخل المدينة المنورة استمرت في مقاومة القوات الشريفية حتى أجبرهم نقص الإمدادات في النهاية على الاستسلام في يناير 1919.

## القوات
كان يتكون الجيش الشريفي من حوالي 5000 من القوات النظامية وعدة آلاف من القوات غير النظامية. العديد من القوات النظامية كانوا من العرب السابقين في الجيش العثماني الذين انشقوا وانضموا إلى الثورة العربية وتشير القوات غير النظامية إلى العرب غير المدربين إلى حد كبير الذين انضموا إلى الثورة لفترة قصيرة من الوقت عندما كان القتال يدور بالقرب من منزلهم في مكة.
تم تقسيم الجيش إلى أربع مجموعات بقيادة أبناء الشريف حسين، علي، عبد الله، فيصل، زيد، وانضم لهم نوري السعيد وشقيقه جعفر العسكري، حيث عمل سابقًا عقيدًا في الجيش العثماني، إلى الجيش الشريفي بسبب إيمانهم القوي بالقومية العربية وترعرعوا ليصبحوا قادة داخل الجيش الشريفي، وفي الأشهر القليلة الأولى من الثورة، قاد الأمير علي قوة تضم حوالي 30000 رجل معظمهم من القوات غير النظامية الذين قاتلوا فقط لفترة قصيرة من الزمن. ومع حلول سبتمبر 1916، تم تقسيم الجيش الشريفي بين أبناء الشريف حسين الأربعة الذين كان لكل منهم ما لا يقل عن 6000 من القوات غير النظامية تحت سيطرته وضم الجيش الشريفي حوالي 4000 من القوات النظامية بحلول بداية عام 1917، ظهر الأمير فيصل باعتباره الأكثر نجاحًا بين الإخوة الأربعة وكانت معظم القوات تحت سيطرته، وفي الحقيقة أن عمل فيصل جنبًا إلى جنب مع لورنس العرب أعطاه إمكانية الوصول إلى مزيد من المعلومات الاستخباراتية البريطانية، وهذا سبب رئيسي في أنه كان الأكثر نجاحًا.

## لقراءة متعمقة
- إلدار، «فرنسا في سوريا: إلغاء الحكومة الشريفية، نيسان (أبريل) - تموز (يوليو) 1920». دراسات الشرق الأوسط ضد 29 (يوليو 1993) ص 487-504.
- إلدار، «السياسة الفرنسية تجاه حسين، شريف مكة». دراسات الشرق الأوسط ضد 26 (يوليو 1990) ص 329-50.
- فرومكين، ديفيد. السلام لإنهاء كل السلام. كتب آفون. عام 1989.
- غولدشتاين، E. «أهداف السلام البريطانية والقضية الشرقية: إدارة الاستخبارات السياسية واللجنة الشرقية، 1918.» دراسات الشرق الأوسط ضد 23 (أكتوبر 1987) ص 419-36.
- هار جيب. «استعراض العربي المستقل من قبل هوبير يونغ». الشؤون الدولية (المعهد الملكي للشؤون الدولية 1931-1939) ، المجلد. 12، العدد 3 (مايو 1933)، ص 425-426.
- الحاج، سميرة. صنع العراق: 1900-1963: العاصمة والسلطة والأيديولوجية. ألباني، نيويورك: مطبعة جامعة ولاية نيويورك، 1997.
- جونسون، ماكسويل. «المكتب العربي والثورة العربية: ينبع إلى العقبة». جمعية التاريخ العسكري. الشؤون العسكرية ، المجلد. 46، رقم 4 (ديسمبر 1982)، ص 194-201.
- كرش، إ. وآخرون. «الأسطورة في الصحراء، أم لا الثورة العربية الكبرى». دراسات الشرق الأوسط ضد 33 (أبريل 1997) ص 267-312.
- ليتش، H. «إستراتيجية لورانس وتكتيكاته في الثورة العربية». الشؤون الآسيوية (لندن) ضد 37 لا. 3 (نوفمبر 2006) ص 337-41.
- مارتن، توماس. «العلاقات الإمبريالية الأنجلو-فرنسية في العالم العربي: الاتصال الاستخباراتي والاضطراب القومي، 1920-1939». الدبلوماسية وStatecraft ، ديسمبر 2006، المجلد. 17 العدد 4، ص 771-798.
- McKale ، DM «ألمانيا والقضية العربية في الحرب العالمية الأولى». دراسات الشرق الأوسط ضد 29 (أبريل 1993) ص 236-53.
- RH Lieshout. "الحفاظ على مشاعر أفضل من المسلمين المتعلمين": السير ريجنالد وينجيت وأصول مراسلات حسين مكماهون. " المجلة التاريخية ، المجلد. 27، رقم 2 (يونيو، 1984)، ص 453-463.
- تيتلبوم، جوشوا. «شريف حسين بن علي والرؤية الهاشمية للنظام ما بعد العثماني: من الحكماء إلى السيادة». دراسات الشرق الأوسط ضد 34 لا. 1 (يناير 1998) ص 103-22.
- ويلسون، جيريمي. لورانس العرب: السيرة الذاتية المعتمد ل TE لورانس. أثينيوم. 1990.
- يونج، هوبير. العربي المستقل. مطبعة جورجياس. لندن، 1933.

## الروابط الخارجية
- تاريخ الثورة العربية
- الثورة العربية
- الحملات: شبه الجزيرة العربية